# Sigurd Espersens Vej (Hirtshals)
 Sigurd Espersens Vej  er en 2+1 sporet omfartsvej der går udenom det østlige Hirtshals. 
Vejen åbnede den 27. juni 2016 og skal være med til at lede den tunge lastbiltrafik og færgetrækket der kommer fra Thorshavn på Færøerne og Seydisfjordur på Island, bliver ledt uden om byen, og til Hirtshals Transport Center samt E39 Hirtshalsmotorvejen der går mod Aalborg. 
Derudover skal vejen være med til at aflaste det andet færgetræk som der er i Hirtshals Havn, og som kommer fra Stavanger, Bergen, Langesund, Kristianstad og Larvik.